# كوينتين باشر
كوينتين باشر (بالفرنسية: Quentin Pacher)‏ (و. 1992  م) هو راكب دراجة هوائية فرنسي، ولد في ليبورن.

## سجل الفوز

### سباقات أو مراحل فاز بها
| التاريخ        | السباق                       | المركز                                                                    |
| -------------- | ---------------------------- | ------------------------------------------------------------------------- |
| 16 أغسطس 2014  | طواف أين 2014                | التاسع في تصنيف أفضل شاب                                                  |
| 18 أبريل 2015  | طواف فينيستير 2015           |                                                                           |
| 03 أبريل 2016  | باريس-كاممبير 2016           | التاسع في التصنيف العام                                                   |
| 08 مايو 2016   | طواف كوميونيداد مدريد 2016   | السادس في التصنيف العام، السادس في تصنيف النقاط                           |
| 11 سبتمبر 2016 | طواف دوبس 2016               | التاسع في التصنيف العام                                                   |
| 12 مارس 2017   | باريس-نيس 2017               | الخامس في تصنيف أفضل شاب                                                  |
| 17 أبريل 2017  | ترو-برو ليون 2017            | الرابع في تصنيف الجبال                                                    |
| 13 أغسطس 2017  | سباق النرويج 2017            | العاشر في تصنيف الجبال، الثاني في تصنيف أفضل شاب، السادس في التصنيف العام |
| 27 يناير 2018  | طواف الشارقة 2018            | الخامس في التصنيف العام                                                   |
| 11 فبراير 2018 | طواف بروفانس 2018            | العاشر في التصنيف العام                                                   |
| 18 فبراير 2018 | طواف هوت فار 2018            | الخامس في تصنيف النقاط، الثامن في التصنيف العام                           |
| 27 سبتمبر 2018 | 2018 Famenne Ardenne Classic |                                                                           |

## روابط خارجية
- كوينتين باشر على موقع الاتحاد الدولي للدراجات (الإنجليزية)
- كوينتين باشر على موقع أرشيف الدراجات (الإنجليزية)
- كوينتين باشر على موقع إحصائيات الدراجات الإحترافية (الإنجليزية)
- كوينتين باشر على موقع نسبة الدراجات (الإنجليزية)